# Panelus mussardi
Panelus mussardi är en skalbaggsart som beskrevs av Renaud Maurice Adrien Paulian 1980. Panelus mussardi ingår i släktet Panelus och familjen bladhorningar. Inga underarter finns listade i Catalogue of Life.